# Dasyatis marmorata
Dasyatis marmorata es una especie de pez de la familia Dasyatidae en el orden de los Rajiformes.

## Morfología
• Los machos pueden llegar alcanzar los 60 cm de longitud total.

## Reproducción
Es ovíparo.

## Alimentación
Come cangrejos, anfípodos, gusanos, peces hueso y Stomatopoda .

## Hábitat
Es un pez de mar y de clima tropical y demersal que vive entre 12-65 m de profundidad.

## Distribución geográfica
Se encuentra en el Océano Atlántico oriental y el Mediterráneo: desde  Marruecos y Mauritania hasta el Congo y Sudáfrica (KwaZulu-Natal ).

## Observaciones
Puede causar lesiones dolorosas en los humanos.